# Geranium pinetophilum
Geranium pinetophilum är en näveväxtart som beskrevs av Reinhard Gustav Paul Knuth. Geranium pinetophilum ingår i släktet nävor, och familjen näveväxter. Inga underarter finns listade i Catalogue of Life.